# 나이스 줄리
나이스 줄리(Joyeuses Paques, Happy Easter)는 프랑스에서 제작된 조지 로트너 감독의 1984년 코미디 영화이다. 쟝 뽈 벨몽도 등이 주연으로 출연하였다. 개봉명은 나이스 쥴리이다.

## 출연

### 주연
- 쟝 뽈 벨몽도
- 소피 마르소
- 마리 라포레

### 조연
- 로시 바르트
- 미첼 본
- 마리-크리스틴 데스쿠아르드
- 제러드 에르난데즈
- 마크 라몰레
- 모리스 오젤

## 제작진
- 원작자: 장 프와레
- 프로듀서: 알랭 사르드
- 미술: 도미니크 앙드레